# Senquez Golson
Senquez Golson (Pascagoula, 3 luglio 1993) è un giocatore di football americano statunitense che gioca nel ruolo di cornerback per gli Oakland Raiders della National Football League..

## Biografia

### Carriera universitaria
Al college, Golson giocò a football a Mississippi dal 2011 al 2014. Nella sua ultima stagione fu premiato unanimemente come All-American dopo avere pareggiato il record di istituto con 10 intercetti.

### Pittsburgh Steelers
Golson fu scelto nel corso del secondo giro (56º assoluto) del Draft NFL 2015 dai Pittsburgh Steelers.